# Джудичи, Джованни (епископ)
Джованни Феличе Джудичи (Giovanni Felice Giudici) (6 марта 1940 — 18 января 2024) — итальянский католический прелат, епископ Павии (2003—2015).
Родился в Варезе 6 марта 1940 года.
Там же учился в школе и благодаря стипендии в 1957—1958 учебном году обучался в Соединенных Штатах Америки. Окончив среднюю школу в 1959 году, поступил в архиепископскую семинарию Милана.
27 июня 1964 года рукоположен в сан священника в Миланском соборе архиепископом Джованни Коломбо, в секретариате которого служил в первое время. Затем до 1967 года — ассистент в «Collegio d’Oltremare» — учебном заведении, основанном кардиналом Джованни Баттиста Монтини для иностранных студентов в Милане.
В 1967 году начал преподавать в архиепископской семинарии Севезо. С 1971 года епархиальный помощник молодежи Католического действия. В 1972 году окончил факультет современных языков и литературы Коммерческого университета имени Луиджи Боккони.
С 1979 года настоятель прихода Святой Анны Матроны в районе Портелло. В 1984 году был избран деканом Порта Верчеллина.
В 1988 году кардинал Карло Мария Мартини назначил его епископским викарием пастырской зоны Варезе.
9 июня 1990 года папа Иоанн Павел II назначил его вспомогательным епископом Милана и титулярным епископом Усулы. 29 июня следующего года получил епископское рукоположение в кафедральном соборе Милана от кардинала Карло Марии Мартини в сослужении епископов Ренато Корти и Бернардо Читтерио.
1 февраля 1991 года кардинал Мартини назначил его генеральным викарием архиепархии Милана.
1 декабря 2003 года Папа Иоанн Павел II назначил его епископом Павии, он сменил Джованни Вольта, который ушел в отставку по достижении предельного возраста. 11 января 2004 года вступил в должность.
С 27 мая 2006 года также Великий приор Северной Италии ордена Святого Гроба Господня в Иерусалиме, где и прослужил до 21 ноября 2010 года, когда его сменил монсеньор Оскар Кантони.
В ноябре 2009 года был назначен президентом Национального совета итальянской секции ассоциации Pax Christi; в ноябре 2014 года его сменил монсеньор Джон Рихти.
В сентябре 2010 года избран членом Епископальной комиссии по социальным проблемам и труду, справедливости и миру в рамках Итальянской епископальной конференции, входил в группу по этике и финансам.
20 июня 2013 года признал чудесным исцеление Данилы Кастелли, произошедшее в Лурде 4 мая 1989 года.
16 ноября 2015 года папа Франциск принял его отставку, поданную в связи с достижением предельного возраста, от пастырского управления епархией Павии. Его преемником стал Коррадо Сангвинети. Оставался апостольским администратором епархии до вступления в должность своего преемника 24 января 2016 года.
Переехал в Варезе.
Умер 18 января 2024 года в возрасте 83 лет в больнице «Чирколо» в Варезе. Похоронен в Павии в соборе.